# Filipeni
Filipeni é uma comuna romena localizada no distrito de Bacău, na região de Moldávia. A comuna possui uma área de 73.69 km² e sua população era de 2326 habitantes segundo o censo de 2007.